# Битва при Банкер-Хилле
Би́тва при Ба́нкер-Хи́лле (англ. Battle of Bunker Hill) — первое крупное сражение между английскими и американскими войсками, которое произошло на высотах Банкер-Хилл и Бридс-Хилл к северу от города Бостон 17 июня 1775 года во время Войны за независимость США. Сражение получило название по высоте Банкер-Хилл, хотя бои шли в основном за высоту Бридс-Хилл.
13 июня 1775 года лидеры американских повстанцев узнали, что англичане собираются укрепить высоты на Чарльстонском полуострове, чтобы обеспечить себе полный контроль над бостонской гаванью. Чтобы предотвратить это, 1200 колонистов под командованием Уильяма Прескотта заняли высоты Банкер-Хилл и Бридс-Хилл. За ночь они возвели редут на Бридс-Хилл и несколько второстепенных укреплённых линий. На рассвете 17 июня англичане обнаружили отряд Прескотта на полуострове и решили атаковать его. Две атаки американских позиций были отбиты с тяжёлыми потерями для англичан, но третья увенчалась успехом и англичане захватили редут. Колонисты отступили с полуострова в Кэмбридж.
Сражение стало победой англичан, но их потери были неожиданно высоки. Оно показало, что неопытное ополчение способно эффективно вести бой против регулярных частей британской армии и заставило англичан стать более осторожными и избегать фронтальных атак. С этого момента англичане стали тщательнее планировать операции и осторожнее маневрировать на поле боя, что наглядно проявилось во время кампании в Нью-Йорке и Нью-Джерси. Эта новая осторожная тактика британской армии позволила американцам успешно отступать в случае неудачи.

## Предыстория
В декабре 1773 года в городе Бостоне прошла протестная акция, известная как «Бостонское чаепитие». 20 января 1774 года известия об этом событии пришли в Англию и правительство решилось на жёсткие ответные меры. Бостонский порт был закрыт, все собрания запрещены, а новым губернатором провинции Массачусетс был назначен генерал Томас Гейдж. Он прибыл в Бостон 13 мая; на тот момент в его распоряжении были только несколько рот 64-го и 65-го пехотных полков. 1 июня бостонский порт был официально закрыт, а флот генерала Грейвса перекрыл вход в гавань. 14 июня прибыл 4-й пехотный полк, 15 июня прибыл 43-й пехотный полк, затем 5-й, 38-й, 59-й и 23-й полки. К рождеству гарнизон Бостона состоял из трёх бригад общей численностью 3000 человек.
29 ноября 1774 года британский парламент постановил увеличить гарнизон до 10 000 человек. Весь февраль и март парламент обсуждал предложенный лордом Нортом план мирного урегулирования, но кабинет министров уже решил применить силу. 27 января лорд Дартмут (госсекретарь по делам колоний) велел генералу Гейджу быстро расправиться с главарями протеста. Он понимал, что это приведёт к войне, но был уверен, что Англия быстро победит протестующих.
18 апреля генерал Гейдж отправил отряд в город Конкорд, чтобы конфисковать склад боеприпасов, и это привело к вооружённому столкновению, известному как Сражения при Лексингтоне и Конкорде. Британская армия отступила в Бостон, а массачусетские ополченцы, численностью около 15 000 человек осадили город. Гейджу оставалось только ждать подкреплений из Англии, но переброска войск шла медленно. Правительству удалось собрать семь батальонов пехоты, но и их пришлось усиливать, добавляя личный состав из других полков. Батальон лёгких драгун насчитывал всего 300 человек, а когда капитан Деланси отправился в Нью-Йорк закупить лошадей для полка, то обнаружилось, что и этот город уже во власти протестующих. По этим причинам подкрепления прибыли в Бостон только в конце мая. С ними прибыли три новых генерала: Уильям Хау, Джон Бергойн и Генри Клинтон.
Американская армия под Бостоном сначала состояла только из ополченцев Массачусетса, но постепенно к ней стали присоединяться ополченцы других провинций Новой Англии. Командование всей армией принял генерал Артемас Уорд, а его заместителем стал коннектикутский генерал Исраэль Патнэм. Под их руководством осаждающие построили цепь укреплений, которые охватили Бостон полукольцом. Рядом с Бостоном были две доминирующих высоты, которые позволяли вести обстрел города из орудий: это были Дорчестерские высоты к юго-востоку и высоты на Чарльстонском полуострове, Бридс-Хилл и Банкер-Хилл. После отступления от Конкорда британские войска отошли на Чарльстонский полуостров. Уже на следующий день (19 апреля) Гейдж обсудил положение с адмиралом Грейвзом. Тот не был способным адмиралом, но предложил разумный план: он советовал удерживать и укреплять Банкер-Хилл и Дорчестерские высоты. Но Гейдж был категорически против, он был уверен, что в Бостоне готовится восстание, и не следует разбрасывать свои немногочисленные силы. Он приказал оставить Чарльзтонский полуостров и отвести войска в Бостон. К началу мая он решил, что теперь способен подавить как восстание внутри города, так и атаку извне, хотя американцы не планировали ни того, ни другого.
Между тем 10 мая в Филадельфии собрался Второй континентальный конгресс, который постановил превратить ополченцев под Бостоном в постоянную Континентальную армию, назначил Джорджа Вашингтона главнокомандующим этой армией (15 июня), а Артемас Уорд стал генерал-майором (17 июня), вторым по старшинству после Вашингтона. Однако, Вашингтон смог прибыть к Бостону только в июле, уже после сражения при Банкер-Хилле.
Британские подкрепления, прибывшие в конце мая состояли из трёх пехотных полков, полка лёгких драгун, батальона морской пехоты и нескольких батарей королевской артиллерии. К началу июня гарнизон Бостона насчитывал уже 7000 человек, а в это время численность осаждающих сократилась с 16 000 до 11 000 человек, и соотношение сил стало 3 к 2. Гейдж решил перейти к наступательным действиям и 12 июня предложил генералам план двойной атаки: с Дорчестерских высот на Роксбери и через Чарльстонский полуостров на Чарльстон. Наступление было назначено на 18 июня.

### Американцы занимают Бридс-Хилл
План британского командования стал известен американцам почти сразу же. 13 июня Массачусетский Провинциальный Конгресс получил письмо из Нью-Гемпшира, в котором сообщалось, что один нью-гемпширец посетил Бостон и узнал, что британское командование планирует атаку Роксбери и Чарльстона. К этому сообщению отнеслись серьёзно. Уорда очень беспокоила малочисленность его армии: по планам предполагалось собрать около 13 000 человек, но в реальности армия Массачусетса насчитывала всего 7500 человек. Ещё 3500 человек выставили остальные северные провинции, а с юга пока ничего не пришло. В итоге англичане могли выставить 19 полков против 26-ти, а по артиллерии соотношение составляло 10 к 1 в пользу англичан. Провинциальный конгресс поручил Уорду занять укреплённую позицию на высоте Банкер-Хилл для отражения атаки Гейджа, и Уорд подчинился, хотя и не был доволен этим решением. Он отправил на Банкер-Хилл всего три массачусетских полка. Это были полки Прескотта, Бриджа и Фрая под общим командованием Прескотта. Им были приданы четыре орудия полковника Ричарда Гридли. На тот момент предполагалось, что вскоре к отряду Прескотта присоединяться дополнительные силы.
Ночью 16 июня полковник Уильям Прескотт повёл примерно 940 человек на Чарльстонский полуостров. Его сопровождал полковник Гридли, который оказался в положении шефа артиллерии и главного инженера одновременно. По пути к отряду присоединилось ещё 200 коннектикутцев Томаса Нолтона, и его общая численность достигла 1140 человек. В 23:00 отряд прошёл Чарльстонский перешеек и Прескотт рассказал отряду об их задании. После этого между Прескоттом, Патнэмом и Гридли возникли разногласия по поводу того, какую именно высоту им следует укреплять. Гридли предлагал укрепить Банкер-Хилл, самый высокий холм на полуострове, но Патнэм возразил. Он утверждал, что Банкер-Хилл расположен слишком далеко от британских позиций, поэтому англичане решат, что эта позиция не представляет для них непосредственной опасности и атакуют Роксбери. В то же время позиция на Бридс-Хилл поставит британцев в уязвимое положение и вынудит их атаковать эту высоту, отложив атаку Роксбери. Прескот долго колебался, но в итоге принял компромиссное решение: укрепить Бридс-Хилл, а в случае решительной атаки противника отступить на Банкер-Хилл. Примерно час ушло на это обсуждение, после чего Гридли разметил участок 136 на 136 футов (40х40 метров) для постройки квадратного укрепления на высшей точке холма.
Важно было сохранить строительство в тайне от противника, поэтому рабочим запретили разговаривать. Британские патрули и стража на кораблях ничего не заметила, но шум услышал генерал Клинтон, который сразу же разбудил Гейджа и предложил атаковать полуостров на рассвете. Но Гейдж решил не спешить, дождаться рассвета, и тогда уже выяснить, что затевает противник. Это решение дало американцам примерно 5 часов времени. Когда же в 04:35 взошло солнце, дозорный корабля HMS Lively заметил новое укрепление на высоте и доложил об этом капитану Бишопу. Корабль открыл огонь, который заставил колонистов временно прекратить работу. Эта стрельба разбудила адмирала Грейвса на его корабле (HMS Somerset), и он приказал прекратить стрельбу, но вскоре генерал Гейдж разобрался в ситуации и приказал возобновить бомбардировку. По его приказу открыли огонь все 128 орудий, что были в его распоряжении на кораблях, и батарея на высоте Копп-Хилл в Бостоне. Но серьёзного ущерба укреплению эта бомбардировка не нанесла.
Когда рассвело, Прескотт обнаружил у своей позиции серьёзный недостаток: его укрепление можно было легко обойти с флангов: с севера, с берега реки Мистик, или с юга, со стороны Чарлстона. Он сразу приказал своим людям начать строительство укрепленной линии, которая тянулась от высоты холма на восток. К западу от высоты он не стал ничего строить, так как ему не хватило бы людей для этой позиции. Опасное положение укрепления заметили и его строители, которые даже заподозрили, что форт построен на этом месте по чьей-то злой воле. Эти слухи только усилились, когда англичане начали обстреливать высоту из орудий. Чтобы придать людям уверенности, Прескотт сам поднялся на земляной вал форта и оттуда стал руководить строительством. Гейдж, который в этот момент изучал позицию противника в подзорную трубу, увидел Прескотта, а полковник Джошуа Уаллард (американец-лоялист) опознал Прескотта, которому приходился родственником. Гейдж спросил Уилларда, станет ли Прескотт всерьёз драться в случае британской атаки. «Да, сэр, — ответил Уиллард, — он старый солдат и будет драться до последней капли крови».
Между тем жара, нехватка воды и усталость стали сказываться на строителях, они через офицеров предложили отвести их в тыл и заменить на другие части, но Прескотт ответил: «Противник не осмелится атаковать нас, но если посмеет, то будет разбит; строитель укреплений лучше пригоден для их обороны, они уже привыкли к огню, хорошо потрудились на строительстве и им же должна достаться слава победителя». Он отказался просить замены, но согласился запросить усилений и отправил гонцом к Уорду майора Джона Брукса.

### Планы Клинтона и Хау
Пока американцы достраивали укрепления, Гейдж созвал генералов на военный совет. Решительнее всех выступил генерал Генри Клинтон: он сказал, что американцы сами заманили себя в ловушку и теперь у британской армии есть редкая возможность уничтожить их. Он предложил высадить 500 человек и захватить перешеек, который соединял Чарльстонский полуостров с континентом. Если американские части с полуострова попытаются прорваться на материк, или же части с материка решат прорываться на полуостров, то артиллерия флота легко уничтожит их, поэтому американцам на полуострове остаётся или сдаться или умереть от голода. И даже если Гейдж не хочет ждать, пока они сдадутся, то он может высадить отряд и атаковать укрепления с фронта, а отряд на перешейке не даст противнику отступить. Но главное, это скорость, утверждал Клинтон. Укрепления противника ещё не достроены, не усилены рвами или палисадами. Это всего-навсего изолированная позиция, которую легко можно уничтожить атакой с двух сторон.
В пользу этого плана высказался и лоялист Рагглс, но только он один. Хау и Бергойн не одобрили этот план. По их мнению, Клинтон не имел опыта в десантировании и не представлял, насколько это сложная операция. Он предлагает высадить британский отряд между двух крупных армий противника, при том, что не известно, не спрятаны ли ещё дополнительные войска за высотой Банкер-Хилл. Хау считал, что опасно отправлять корабли на реку Мистик, где они могут сесть на мель, а пехота при высадке на мелководье может замочить порох. Кроме того, с политической точки зрения требуется показать, что королевская армия может разбить противника на любой местности по своему выбору. Репутация армии пошатнулась после Конкорда, и теперь необходимо её восстановить, разбив противника атакой в открытом поле. Гейдж согласился с доводами Хау.
Впоследствии британские и американские историки осуждали предложение Хау, хотя его план не предполагал просто фронтальную атаку позиций противника. Он предполагал, что лёгкая пехота сможет прорваться берегом реки Мистик в тыл противнику и отвлечёт на себя его внимание, 24-фунтовые орудия Бостона откроют огонь по укреплениям на Бридс-Хилл, а полевые 6-фунтовые орудия будут обстреливать американцев из-за линии британской пехоты, и тогда под прикрытием артиллерии пехота подойдёт к укреплениям и возьмёт их штурмом, а потом будет гнать противника к Кембриджу, и к вечеру захватит этот город со всеми складами боеприпасов.
Историк Кристофер Уорд писал, что на момент утверждения это был вполне реалистичный план и он мог бы быть успешно реализован, если бы британцы начали действовать незамедлительно.

### Выдвижение армий
Сразу по принятии решения Гейдж отдал приказы на выдвижение армии. 10 рот лёгкой пехоты, 10 рот гренадеров, 5-й и 38-й пехотный полки выдвинулись для десантирования первой очереди, а 43-й и 52-й пехотные полки, 4 роты лёгкой пехоты и 4 роты гренадеров были направлены к Северной батарее, второй точке переправы. 47-й пехотный полк и 1-й батальон морских пехотинцев ждал переправы второй очереди. Всего в операции участвовало 2200 человек и 100 артиллеристов, примерно вдвое больше, чем было у Прескотта ночью, но в отряде Прескотта многие ушли на Банкер-Хилл и на континент, так что в укреплениях осталось всего около 600 человек.
Исраэль Патнэм лично отправился в тыл, встретился с Уордом и убедил его отправить на помощь Прескотту нью-гемпширский полк Джона Старка. Патнэм просил дополнительных подкреплений, но Уорд отправил его на экстренное собрание Комитета спасения, который в тот момент находился под временным председательством Ричарда Дивенса. Именно Дивенсу, по словам историка Виктора Брукса, пришлось принять самое важное решение в истории американской революции. Дивенс был сторонником генерального сражения, поэтому приказал Уорду отправить на полуостров несколько дополнительных нью-гемпширских рот и коннектикутский полк полковника Джеймса Рида. Всего в тот день, следуя приказам Дивенса, Уорд отправил на полуостров 5 или 6 тысяч человек, почти половину всей армии, хотя считал Бридс-Хилл исключительно невыгодной позицией.
Переправа британской армии прикрывалась артиллерией флота. Орудия линкора HMS Somerset, две плавучие батареи и батареи на высоте Коббс-Хилл открыли огонь по американскому укреплению, фрегат Glasgow, вооружённый транспорт Symmetry и ещё два корабля открыли огонь по перешейку, а шлюпы Falcon и Lively начали обстрел участка десантирования. 28 барж переправили пехоту и высадили её на берег примерно в 13:00.
Британцам потребовалось 6 часов, чтобы сформировать пехотный отряд. По плану подразделение генерала Хау (около 1 500 чел.) должно было провести основную атаку, обойти левый фланг противника и атаковать высоту с тыла. Отряд генерала Роберта Пиго должен был наступать на левом фланге и атаковать редут. Резервом командовал майор Джон Питкерн. Отряд Хау был переброшен на восточную оконечность полуострова, известную как Мултонс-Пойнт. К 14:00 части первой очереди высадились на полуострове, а в 15:00 высадились части второй очереди. Во время второй переправы Хау заметил, что американцы удлинили свою линию укреплений, протянув дополнительные траншеи от северного угла основного форта до реки Мистик. Он сразу приказал приостановить наступление, доложил о своих наблюдениях Гейджу и стал ждать прибытия частей третьей очереди. Пока эти подкрепления прибывали, Хау дал время своей пехоте отдохнуть и поесть.
Эта задержка дала Прескотту дополнительное время для совершенствование укреплений, но в этот момент генерал Патнэм заметил, что артиллеристы уводят свои четыре орудия с позиции. Он приказал им вернуться, но иные дела отвлекли его, а артиллеристы просто бросили орудия и покинули полуостров, оставив войска без артиллерийской поддержки.
Но в это время подошли первые подкрепления: нью-гемпширские полки Рида и Старка. Они переходили перешеек шагом, несмотря на обстрел с британских кораблей. Старк запретил ускорять шаг, полагая, что уставший солдат будет бесполезен на поле боя. Оба полка были размещены на левом фланге, между основным фортом и рекой. Ещё ранее здесь разместился отряд Томаса Нолтона, который встал вдоль дорожной ограды, которая была построена частью из камня, частью из дерева. Эта оборонительная линия проходила на 200 метров западнее основного форта.
Старк опасался, что британцы смогут пробраться левее позиции Нолтона, по самому берегу, поэтому приказал возвести там завалы из камней, и поручил этот участок лучшим своим снайперам. Отряд Старка прибыл тогда, когда британцы были уже на полуострове, и успел занять участок укреплений, который до этого пустовал и который Хау мог бы захватить, если бы сразу пошёл в атаку. В это время отлив сделал проходимым ещё один участок берега, и колонисты наскоро продлили укреплённую линию, построив стену из камней до самой воды. Полковник Старк установил шест в 30 метрах перед фронтом и приказал стрелять только тогда, когда противник подойдёт к нему. Чуть позже подошли массачусетские полки полковников Брювера, Никсона, Вудбриджа, Литла и майора Мура, а также артиллерийская рота Каллендера. К 15:00 американцы завершили размещение на позициях..
Между тем тыл колонистов был в беспорядке: многие подразделения не смогли пройти Чарльстонский перешеек из-за огня корабельных орудий. Некоторые дошли до высоты Банкер-Хилл, но, не получив дальнейших указаний, разбрелись по полуострову. Очевидец вспоминал, что никогда не встречал такого беспорядка и безначалия. Генерал Патнэм попытался навести порядок в тылу, но командиры отдельных подразделений или неправильно понимали его приказы, или просто не подчинялись им. В результате, в теории Прескотт должен был иметь на полуострове 6000 человек, но в реальности на момент британской атаки в укреплениях оказалось всего около 900 человек.

## Сражение
К 15:00 подошли подкрепления (в том числе 47-й пехотный и 1-й полк морских пехотинцев) и британская армия была готова к атаке. Хау лично возглавил правый фланг, а генерал Пиго левый. Предполагалось, что Пиго проведёт демонстрацию против основного укрепления силами 38-ми рот, а в это время Хау атакует только что построенную линию укреплений между фортом и рекой силами 36-ти рот. Хау решил, что лёгкая пехота сможет пройти по отмели, под крутым берегом, мимо левого фланга американцев, выйти им в тыл, а гренадерские роты будут отвлекать их внимание с фронта, а затем уже пойдут в полноценную атаку. Когда же левый фланг противника будет разбит, Пиго сможет атаковать основное укрепление с фронта. Это был достаточно продуманный и грамотный план, и он наверняка мог бы быть успешно реализован, если бы события развивались так, как предполагал Хау.

### Первая атака
События пошли не по плану с самого начала. Когда пехота выдвинулась вперёд, два 12-фунтовых орудия открыли огонь по американским позициям, а несколько 6-фунтовых орудий двинулись вслед за пехотой, и должны были присоединиться к обстрелу, но вдруг обнаружилось, что в зарядных ящиках находятся 12-фунтовые ядра, что не позволяло орудиям вести огонь, хотя артиллерийская поддержка была важной частью всего плана.
Другой ошибкой Хау было предположение, что американцы не успели ничего построить на полосе обнажённого отливом пляжа реки Мистик, и лёгкая пехота сможет беспрепятственно пройти вдоль берега. Люди Старка как раз успели возвести поперёк пляжа невысокую каменную стену. Старк воткнул в землю шест в 40 метрах перед этой стеной и приказал стрелять только тогда, когда противник дойдёт до этой точки. Обнаружив стену, британские лёгкие пехотинцы решили взять её штыковой атакой. Пляж в этом месте позволял построить линию лишь в 15 человек шириной, поэтому 10 рот построились в 20 шеренг. Первой пошла в атаку рота Валлийских фузилёров, но она была почти полностью уничтожена двумя залпами. Следом пошла в атаку рота 4-го пехотного полка, но под плотным огнём она потеряла 30 человек из 35-ти за одну минуту. Третьей пошла в атаку рота 10-го пехотного полка (ранее участвовавшая в бою у Лексингтона), но и она была уничтожена почти полностью. Четвёртой пошла в атаку рота 53-го полка, но и она понесла большие потери. Остальные шесть рот с большим трудом наступали по трупам ранее павших солдат, но под плотным огнём они вскоре обратились в бегство. За 5 или 10 минут погибло 96 лёгких пехотинцев и ещё несколько десятков были ранены.
Пока лёгкая пехота пыталась прорваться за левый фланг позиций Старка, гренадерские роты наступали на позицию с фронта. Им пришлось идти через высокую траву, перебираясь через обломки скал, ямы и многочисленные изгороди. Их наступлению помешали и препятствие в виде нескольких печей для обжига кирпича. Хау лично присутствовал в наступающей линии, и здесь он получил сообщение об уничтожении своей лёгкой пехоты. Теперь он потерял и артиллерию и лёгкую пехоту, и мог надеяться только на успех атаки гренадеров.
За наступлением гренадеров наблюдал Исраэль Патнэм. Он заметил бегство своих артиллеристов и велел подтащить на позицию два брошенных ими орудия. Он лично зарядил одну пушку и дал залп, но при повторном выстреле орудие разорвалось. Тогда Патнэм зарядил второе орудие мушкетными пулями и выстрелил по противнику примерно с дистанции в 200 метров, как раз когда гренадеры проходили мимо печей для обжига. Но и это орудие разорвалось после нескольких залпов. В этот момент гренадеры подошли уже на 100 метров, и Патнэм крикнул, что оторвёт голову тому, кто посмеет стрелять без приказа, и только когда противник подошёл на 70 метров, коннектикутские отряды открыли огонь. Часть гренадеров приостановилась, чтобы дать залп, что привело к некоторой неразберихе в построении, но Хау приказал прекратить стрельбу и построиться для штыковой атаки. Их было примерно 350 человек, они приблизились к линии противника, но попали под залп противника. «…они стреляли, положив ружья на изгородь, — описывал очевидец стрельбу американцев, — и пули попадали, куда надо. Роты понесли страшный урон, и так велики были потери, что колонны, только что гордо и стойко наступавшие, теперь растерялись, рассыпались, а потом стали отступать». Тогда в наступление пошли 5-й и 52-й полки, но американцы открыли по ним такой плотный огонь, что одному офицеру показалось, что за укреплениями прячется почти 3000 человек. Через 15 минут перестрелки гренадерская рота Валлийских фузилёров сократилась до пяти человек, рота 4-го полка до четырёх человек, а рота 52-го до восьми человек. Смертельное ранение получил полковник Джеймс Эберкромби (некогда близкий друг Патнэма), который командовал всем гренадерским соединением. В ходе этой атаки гренадерские роты потеряли 80 % своего состава, а 5-й и 52-й полки примерно половину. Хау уцелел, хотя и потерял несколько офицеров своего штаба.
На левом фланге британской армии наступали полки генерала Роберта Пиго. По ним открыли огонь снайперы из зданий Чарльзтауна, и тогда Хау велел адмиралу Грейвсу что-то сделать с этим. Грейвс предложил сжечь город, и Хау не стал возражать. Корабли флота открыли огонь по городу калёными ядрами, а также высадили небольшой десант, который поджёг несколько зданий. Но снайперы продолжали вести огонь, и Пиго был вынужден отправить на их подавление отряд морских пехотинцев, который из-за этого не смог участвовать в основной атаке. Для фронтальной атаки восточной стороны форта Пиго отправил 38-й и 43-й пехотные полки, а 47-й пехотный полк получил приказ сместиться левее и атаковать форт с юга. Вероятно, Пиго не вполне понимал, проводит ли он основную атаку или отвлекающую, поэтому полки наступали недостаточно скоординированно. Это позволило Прескотту маневрировать войсками, отражая их атаки по очереди. Сначала он отбил атаку с востока, а затем отбил атаку с юга. Полки Пиго понесли потери, хотя и не такие тяжёлые, как у крыла Хау.

### Вторая атака
Хау был потрясён провалом первой атаки, но решил, что позицию противника ещё можно взять, если слегка скорректировать первоначальный план. Он принял решение на правом фланге отказаться от обходного манёвра, присоединить остатки лёгкой пехоты к гренадерам и повторить фронтальную атаку. В то же время генералу Пиго было приказано провести полноценный штурм форта всеми имеющимися у него силами. Американцы к этому моменту лишились некоторых своих командиров: полковники Никсон и Брювер выбыли из строя из-за ранений, а капитан Исаак Болдуин, один из самых знаменитых командиров Нью-Гэмпшира, получил смертельное ранение.
На этот раз на левом фланге американцы подпустили противника на 30 метров к своей позиции, и только затем открыли огонь. Два оставшихся орудия тоже удалось установить на позиции и они дали по британцам несколько залпов. Хау приказал гренадерам сместиться влево и попытаться обойти линию противника с фланга, но при попытке обхода гренедеры попали под огонь с флешей и отступили. К этому моменту гренадеры и легкая пехота насчитывала всего 450 человек из первоначальных 750-ти. Тогда в атаку пошла вторая линия, 5-й и 52-й полки. Хау указал шпагой на позицию противника и крикнул: «Ещё раз! Ещё раз! Покажите им, на что способны англичане!». Но на этот раз американцы были построены в несколько шеренг, из которых задние заряжали ружья и передавали вперёд, что позволяло передовой шеренге делать 10 выстрелов в минуту. Британцы снова несли потери; Хау потерял всех офицеров штаба и лишь чудом остался жив сам. Зрелище гибели сотен солдат регулярной армии глубоко потрясла его, и впоследствии он признавался, что никогда ранее не испытывал подобных эмоций. Он повернул коня и отправился в тыл, на высоту Мултон-Пойнт, где узнал, что атака крыла Пиго тоже завершилась неудачно.
Вторая атака крыла Пиго проходила по той же схеме, что и первая, с той разницей, что батальон морских пехотинцев на этот раз участвовал в атаке. Наступающие вступили в ожесточённую перестрелку с отрядами Прескотта, а когда у американцев стали заканчиваться боеприпасы, они прекратили стрельбу, дали противнику подойти на 30 метров, и тогда дали залп, который обратил атакующих в бегство. На поле боя остался только адъютант генерала Пиго, майор Джон Смолл. Он ранее был близким другом Патнэма, который узнал его и своей шпагой отвёл стволы ружей, наведённые на майора, со словами: «Бога ради, пощадите этого человека, я люблю его как собственного брата!».
Когда вторая атака завершилась, некоторые офицеры предложили генералу Хау прекратить сражение и отвести войска в Бостон. Историк Виктор Брукс писал, что если бы Хау так поступил, то сражение стало бы похоже на сражение при Новом Орлеане 1815 года. Британцы на тот момент потеряли 800 или 900 человек, а потери американцев были незначительны, около десяти человек, то есть, соотношение потерь было примерно то же, что и под Орлеаном. Но Хау был убеждён в превосходстве своей пехоты и верил, что сможет переломить ситуацию. Он отказался отступать, и вместо этого отправил к генералу Клинтону запрос прислать подкрепления. Клинтон наблюдал за ходом боя с высоты Коббс-Хилл в Бостоне, видел гибель британской пехоты и был взбешен запросом генерала Хау. Однако, он подчинился, велел погрузить на баржи 2-й батальон морских пехотинцев и 63-й пехотный полк и сам запрыгнул в одну из барж. Его войска высадились у Мултон-Пойнт, но своей барже он велел причалить у Чарльзтауна, где скопились остатки тех, кто участвовал в атаке Пиго, и велел всем, способным держать оружие, следовать за ним.

### Третья атака
Хау собрал все оставшиеся войска на южной окраине полуострова. На этот раз артиллерия получила подходящие боеприпасы и могла участвовать в бою: Хау поручил ей обстреливать укрепления левого фланга. Вся же пехота была сконцентрирована против редута. Чтобы увеличить скорость атаки Хау приказал солдатам снять ранцы и вообще всю амуницию. Некоторые сняли даже мундиры, против чего Хау не стал возражать. Он хотел начать атаку как можно скорее, опасаясь, что противник получит подкрепления и его позиция станет совершенно неприступной. Он не догадывался, что в форте под командованием Прескотта находится всего 150 человек, у которых почти закончился порох. Собрав около 100 человек, Хау отправил их в третью атаку. Американцы снова открыли беглый огонь, но через несколько минут он стал затихать. Атакующие догадались, что у противника заканчивается порох, и бросились в штыковую атаку. Когда они забрались на земляной вал, обороняющимся, по правилам того времени, полагалось сдаться во избежание ненужного кровопролития, но ополченцы находились на таком эмоциональном подъёме, что бросились в бой с прикладами и ножами.
Британцы ворвались на стены форта с трёх сторон. Генерал Пиго лично взобрался на угол форта; майор Джон Питкерн в этот момент был застрелен чернокожим слугой одного коннектикутского офицера. Полковник Прескотт отступал из форта, шпагой отбиваясь от британских штыков. Генерал Джозеф Уоррен отступал вместе в Прескоттом, но получил пулевое ранение, от которого скончался. Полковник Гридли тоже был ранен при отступлении. Основной форт был взят, но продолжению наступления теперь мешали полки Старка и Нолтона, которые остались на своей позиции на левом фланге и оттуда вели огонь по флангу британцев. Даже когда редут пал, Старк приказал захватить два оставшихся американских орудия и отступать с боем. Но и британцы стремились захватить орудия, символ своей победы, и развернулся бой за орудия. В итоге американцам удалось спасти и отвести в тыл одно из орудий. Отступление Старка произвело большое впечатление на британских офицеров. Бергойн, который внимательно следил за ходом боя в подзорную трубу, говорил потом, что это не было бегством, оно было буквально примером храбрости и военного мастерства.
Грамотное отступление Старка помешало британцам взять достаточное количество пленных, поэтому в их руки попали всего 30 человек. Остатки защитников холма отступили назад, на высоту Банкер-Хилл. Полк Томаса Гарднера встал у подножия холма, чтобы задержать противника и дать время бегущим отойти в безопасное место. Гарднер был застрелен на этой позиции. Американцы пытались построить оборону на Банкер-Хилл, но на этот раз у них это не получилось. Постепенно, серией штыковых атак, британцы отбили высоту и загнали противника на её противоположный склон. В этот момент Хау задумался о том, стоит ли продолжать преследование. Генерал Клинтон настаивал на немедленном преследовании, но Хау колебался. Он был уверен, что наступление вполне можно продолжить и утром. Его так же смущали тяжёлые потери, и он надеялся, что армия противника рассеется сама собой. В итоге в 17:00 на Банкер-Хилл был поднят британский флаг и на этом сражение завершилось.

## Последствия
Колонисты отступили с полуострова на континент и стали возводить укрепления на высотах Уинтер-Хилл и Проспект-Хилл. Полковник Прескотт был уверен, что противника ещё можно разбить, он отправился в Кембридж к Уорду и потребовал выдать ему 1500 человек, уверяя, что этими силами он сможет отбить полуостров ночной атакой. Уорд поблагодарил его за проявленную храбрость, но отказался выдать войска. Он полагал, что британцы собираются атаковать Кембридж ночью или рано утром. Генерал Клинтон действительно предлагал провести такую атаку, но не получил на это разрешение командования.
В тот же вечер Гейдж отправил рапорт в Лондон, в котором он написал, что сражение продемонстрировало превосходство королевской армии: она атаковала противника втрое превосходящего его по численности на сильной укреплённой позиции и победила. Король высказал свои поздравления генералу Хау (но не Гейджу), и дал лорду Норту разрешение использовать все возможные меры для подавления мятежа. Кабинет Норта сразу же распорядился перебросить в Бостон 5 лучших полков из Ирландии. Было велено вдвое увеличить численность каждого полка в Америке, доведя его до 811 человек. Кроме этого, было решено к весне 1776 года отправить в колонии ещё 20 000 человек. Норт даже предлагал незамедлительно отправить в Бостон 9 полков из Англии, хотя это означало оставить в Англии всего 2000 человек для обороны, поэтому кабинет министров уговорил Норта не делать этого.
Сражение при Банкер-Хилле испортило репутацию генерала Гейджа. Король велел вызвать его в Лондон для консультаций, наградить за заслуги, но оставить в Англии, а на его место назначить Уильяма Хау, который произвёл хорошее впечатление своими действиями в сражении. Гейдж покинул Бостон 11 октября. Историк Ричард Кетчам писал, что его карьера началась в день разгрома экспедиции Брэддока, а завершилась в день разгрома при Банкер-Хилле (Кетчам называет эти сражение двумя крупнейшими разгромами британской армии в Северной Америке).
Между тем за пару дней до сражение главнокомандующим американской армией был назначен Джордж Вашингтон, который 21 июня отбыл из Филадельфии в Бостон. Он прибыл в Кембридж 2 июля и принял командование армией. Сразу же обнаружилось, что вместо ожидаемых им 308-ми бочек пороха в наличии осталось всего 36. Практически все запасы пороха были истрачены в Банкер-Хиллском сражении. Он так же реорганизовал армию, при этом уволив одного полковника и двух капитанов за трусость при Банкер-Хилле, двух капитанов за то, что получали продовольствие и деньги несоразмерные с реальной численностью их частей, и ещё одного капитана за отсутствие в части во время боя. Ещё несколько офицеров были им отправлены под суд для выявления их вины.

### Потери
С британской стороны в сражении 17 июня участвовали 2300 человек, из которых была потеряна почти половина, 1054 человека, из которых 226 человек были убиты. Американцы потеряли всего 140 убитыми и 271 раненными. Британцы понесли большие потери в офицерском составе: выбыло из строя 100 офицеров, то есть, примерно 25 % всего офицерского корпуса в Америке. Заместитель госсекретаря Уильям Иден по этому поводу писал, что британцы несомненно победили в этом бою, но ещё восемь таких побед, и некому будет сообщить о них
.
27 июля Джордж Вашингтон написал брату, что в сражении погибло 138 человек, без вести пропало 136, а 276 было ранено, итого 450 человек. Артемас Уорд сразу после сражения записал, что убито было 115 человек, ранено 305, в плен попало 30, итого 450. Разница в цифрах объясняется тем, что некоторые раненые впоследствии умерли.
Пленные американцы были в основном ранеными, и две трети их количества вскоре умерли от ран и плохого обращения в тюрьме.

### Оценки
Первым порывом американское общество стало искать виновных среди офицеров. Больше всего критики досталось Артемасу Уорду. Джеймс Уоррен писал в те дни, что если бы ополченцами командовал Чарльз Ли и Вашингтон, то сражение несомненно завершилось бы такой же победой, что и под Конкордом. Другой современник обратил внимание, что Уорд за весь день не издал ни одного письменного приказа. Самуэль Адамс попросил Уоррена не распространять такие слухи, поскольку армия всё же действовала неплохо, а если и были ошибки, то они проистекали не из недостатка храбрости, а из недостатка рассудительности. Другой современник указывал, что американская армия всю ночь работала на холме, и никто не сменил их к утру и никто не прислал им усилений. Врач Джереми Белкнап вскоре после сражения сказал, что обе стороны совершали ошибки: американцы должны были оставить себе пути отхода, а британцы не должны были атаковать укрепления с фронта. Многие американцы, разочарованные поражением, стали искать виноватых везде, в основном среди тех, кто покинул поле боя. Провинциальный конгресс сформировал специальную комиссию по выявлению предателей среди офицеров. Предателей выявить не удалось, но некоторые офицеры были обвинены в трусости и дезертирстве. Историк Ричард Кетчам писал, что причиной поражения была неопытность, а не предательство. Уоррену надо было иметь настоящих штабных офицеров, или хотя бы опытных командиров среди полковников, и тогда люди и боеприпасы, отправленные им на позицию, дошли бы по назначению.
Большим недостатком американской армии было отсутствие общего командования на поле боя. По этой причине отряды Нолтона и Старка не участвовали в отражении третьей атаки британцев, хота могли бы атаковать их во фланг. Но не нашлось командира, который отдал бы такой приказ и координировал действия обоих флангов армии. Левой и правое крыло по этой причине вели как бы два разных сражения. В тылу, на высоте Банкер-Хилл, скопилось множество вооружённых людей, но не нашлось того, кто бы организовал их и бросил в бой в последний момент, когда англичане были уже вымотаны сражением. Американцам повезло в том смысле, что проблема командования была решена уже через несколько дней с прибытием Вашингтона.
Британцы, со своей стороны, действовали слишком медленно, и утром дали противнику 10 часов на совершенствование укреплений, в частности, на возведение фланговых укреплений. Гейдж и Хау решили, что смогут легко взять позицию штурмом и не стали разрабатывать сложных манёвров, хотя вполне могли бы отрезать противника от тыла и полностью уничтожить. Уже на поле боя Хау не стал атаковать редут всеми силами, а выделил половину армии на штурм фланговой позиции Нолтона и Старка. Только перед третьей атакой солдатам разрешили избавиться от ненужного груза и построили их в более подходящую формацию.

### Диборн против Патнэма
Во время сражения Генри Дирборн служил в отряде Старка. Много лет спустя, в 1818 году, он был кандидатом в губернаторы Массачусетса, но проиграл выборы другому участнику сражения, Джону Бруксу, в основном потому, что политические противники подвергли критике его действия в года англо-американской войны. В том же году Дирборн опубликовал статью с воспоминаниями о своём участии в сражении при Банкер-Хилл, в котором негативно обрисовал роль генерала Патнэма, уже умершего к тому времени. Вероятно, что был выпад в сторону Брукса, который всегда был высокого мнения о Патнэме. В результате вспыхнула дискуссия, известная как «Дело Дирборна-Патнэма». Ветераны войны раскололись на две партии в этом вопросе. Дело быстро приняло политическую окраску. Споры по этому вопросу утихли только к 1825 году, когда прошло торжественное открытие мемориала на высоте Банкер-Хилл.

### Варианты названия
Сражение при Банкер-Хилле впоследствии породило множество споров о его именовании. Топоним Банкер-Хилл был хорошо известен ещё до сражения, но название Бридс-Хилл было лишь одном из многих обозначений высоты. Генерал Уорд поручил Прескотту занять Чарльзтаун-Хилл, а само сражение потом называл сражение при Чарльзтауне. Джон Старк тоже писал, что укрепления были построены на Чарльзтаунском холме. Провинциальный конгресс Массачусетса в рапорте Континентальному конгрессу писал, что ополченцы заняли небольшую высоту около холма Банкер-Хилл. Капеллан Джон Мартин, вероятно, первым употребил название сражение при Банкер-Хилл, и оно же присутствует в описаниях сражения, опубликованных тогда в Англии. В 1816 году генерал Джеймс Уилкинсон впервые назвал сражение сражением при Бридс-Хилл. Вопрос отчасти запутывается тем, что Старк и Нолтон занимали позицию на земле, которая считается подножием холма Банкер-Хилл, и основные события сражения произошли именно там. Если учесть, что в ходе сражение англичане преследовали противника до холма Банкер-Хилл, то классическое название можно считать обоснованным, хотя не все историки с этим согласны.

## В культуре
В 1825 году, после успеха своих первых исторических романов, Джеймс Фенимор Купер решил написать серию романов о американской революции и начал с романа об истории штата Массачусетс и сражении при Банкер-Хилл. Это был роман «Лайонел Линкольн, или Осада Бостона». Однако роман был прохладно встречен читателями и остался единственным романом из задуманной серии.

### Банкер-Хиллский монумент
Земельный участок на высоте Бридс-Хилл долгое время оставался незастроенным, и только в апреле 1822 года он был выставлен на продажу. Этот участок купил бостонец Джозеф Уоррен, а в 1823 году была создана Ассоциация банкер-хиллского монумента, в которую вошли Уоррен, Даниел Уоррен и другие известные бостонцы, и Уоррен передал участок Ассоциации. Президентом Ассоциации стал губернатор Брукс. На 50-ю годовщину сражения, 17 июня 1825 года, прошла церемония закладки монумента, на которой присутствовал бывший генерал Континентальной армии, маркиз Лафайет. 5 июля 1825 года был одобрен проект монумента авторства Соломона Уилларда.
В июле 1828 года был закончен фундамент, но затем у проекта начались финансовые трудности, строительство задержалось на несколько лет, и только в мае 1841 года работы были возобновлены, а 23 июля 1842 года был положен последний камень. Общая высота монумента составила 221 фут (67,3 метра).
Монумент был торжественно открыт через год, 17 июня 1843 года, в присутствии Даниеля Уэбстера и президента Джона Тайлера. На церемонии присутствовали 13 ветеранов сражения.

### Картина Джона Трамбулла
Американский художник Джон Трамбулл в юности служил в Континентальной армии и во время сражения находился по Бостоном, однако не мог видеть самого сражения, потому что его часть стояла под Роксбери. После 1815 года он написал картину Гибель генерала Уоррена в сражении при Банкер-Хилл 17 июня 1775 года, которая известна в двух версиях. Как и картина его учителя Веста «Гибель генерала Вольфа», она по композиции напоминает сцену Оплакивание Христа. На картине генерал Уоррен умирает на руках ополченцев, а британский майор Смолл не даёт британскому солдату заколоть его штыком. На картине присутствуют Уильям Хау, Генри Клинтон, Исраэль Патнэм и Уильям Прескотт. Картина Трамбулла стала самым знаменитым изображением событий той войны.

### Картина Говарда Пайла
В 1897 году американский художник-иллюстратор Говард Пайл написал картину The Battle of Bunker Hill, которая была опубликована в журнале Scribner’s Magazine в 1898 году в качестве иллюстрации к статье Генри Лоджа «The Story of the Revolution». Согласно подписи к иллюстрации, на ней изображена вторая атака британской армии. Виден наступающий 52-й пехотный полк, а на переднем плане идёт его правая, гренадерская, рота. Левая половина полка приостановилась и даёт залп, а правая движется вперёд. Вдалеке виден корабль HMS Lively. В правой части картины виден чёрный дым от горящего Чарльзтауна.
Картина считается исторически недостоверной: маловероятно, чтобы британская пехота была достаточно дисциплинированной для подобного построения.
Оригинал картины долгое время находился в собственности художественного музея Делавера, но в настоящее время он утрачен. Предположительно, картина была украдена.